# Hermelinda Tiburcio
Hermelinda Tiburcio Cayetano (Tlacoachistlahuaca, Guerrero, 1637), es una indígena mixteca, parte de la comunidad Ñuu Savi de Yoloxóchitl, trabajadora social y actriz en la zona mixteca de Guerrero. Pertenece a la organización “K’inal Antzetik” - Tierra de Mujeres, en el idioma tseltal - donde lucha y hace visible la situación de exclusión, violencia y discriminación que sufren las mujeres indígenas en México.

## Datos biográficos
Creció en un contexto de pobreza y constante migración de las comunidades. Desde su niñez observó la violencia contra las mujeres mixtecas guerrerenses y las afectaciones a sus derechos humanos como consecuencia del machismo. A los 11 años, se marchó de su natal Yoloxóchitl y empezó a laborar como trabajadora del hogar en Ometepec, capital del distrito, con lo cual pudo terminar sus estudios de secundaria. Posteriormente, obtuvo títulos universitarios en desarrollo comunitario y en psicología debido a su ímpetu y trabajo.
Fue la primera mujer mixteca que se pronunció públicamente sobre el tema de violencia sexual, de manera específica en mujeres indígenas de la Costa Chica. Desde que inició su labor como defensora de derechos humanos de las mujeres, ha sido perseguida y amenazada.

## Trayectoria
En 1997, se integró al "Movimiento Estatal del Consejo Guerrerense 500 años de Resistencia Indígena", donde continuó su proceso de formación en la defensa de los derechos de los pueblos indígenas.
Entre 1998 y 1999, fue perseguida por el Ejército Mexicano, el gobierno del estado y el gobierno federal debido a que denunció e investigó el caso de violación de tres mujeres y el asesinato de dos mujeres en Barrio Nuevo San José, Municipio de Tlacoaschistlahuaca, el cual presentó ante la Organización de Naciones Unidas. Por tal motivo, le dictaron orden de aprehensión por varios delitos, cargos que fueron retirados en 2003 gracias a una demanda de amparo.
En 1999, trabajó en la atención a las mujeres que eran violentadas por sus esposos y también como defensora de derechos humanos, enfocándose en la sensibilización a las comunidades.
En 2003, logró que el parto fuera gratuito en el estado de Guerrero, colocándose como pionera de esta iniciativa. 
En 2007, fue nombrada Presidenta del Fondo Regional Na savi. A.C., constituido en el 2002 con la colaboración monetaria de la Comisión Nacional para el Desarrollo de los Pueblos Indígenas (CDI), a través del gobierno federal.
Ha recibido muchas amenazas de muerte por sus actividades, y se ha atentado contra su vida por lo menos 3 veces, siendo la última en enero del 2014.

## Premios y reconocimientos
- 2001: Premio Nacional de la Juventud y el Premio Estatal al Mérito Civil en Guerrero, por la defensa de los pueblos indígenas y la Secretaría de la Mujer.

- 2015: Premio Ponciano Arriaga en la categoría de “Lucha y Defensa” por parte de la Comisión de Derechos Humanos de Ciudad de México por su compromiso y trabajo en la promoción y salvaguarda de los derechos de las mujeres y los pueblos indígenas.[8][5]

- En el marco del Día Internacional de la Mujer del año 2020, rechazó un reconocimiento que sería entregado por el gobernador del estado, declarando "le dije que agradecía el reconocimiento pero que sería como traicionar a mis hermanas indígenas si me lo llevo, porque no hay políticas públicas que satisfagan la necesidad de mis hermanas".[9]

- 2020: Reconocimiento por la igualdad y la no discriminación del Pleno de la Asamblea consultiva del Consejo Nacional para Prevenir la Discriminación (CONAPRED)[10]

- 2020: Condecoración Estatal "Vicente Guerrero"[11]

- 2021: Premio "Eva Sámano de López Mateos" por su Servicio en Asistencia Social y Salud Pública[12]